# Gratitude (Mary J. Blige)
Gratitude è il quindicesimo album in studio della cantante statunitense Mary J. Blige, pubblicato il 15 novembre 2024 su etichetta 300 Entertainment e su etichetta Mary Jane Productions.

## Contesto e pubblicazione
Nel 2022, Blige ha pubblicato il suo quattordicesimo album in studio Good Morning Gorgeous attraverso 300 Entertainment e la sua etichetta Mary Jane Productions. Il progetto discografico ha ricevuto sei nomination ai 65° Grammy Awards, tra cui Album dell'anno e Miglior album R&B, e ha prodotto la hit numero uno di Adult R&B Songs "Good Morning Gorgeous", il suo singolo più venduto dai tempi di "Be Without" (2005).
Nell'aprile 2023, Blige annunciò che il prossimo album in studio sarebbe stato l'ultimo della sua carriera. Nel settembre 2024, la cantante ha annunciato Gratitude, il suo secondo album sotto la 300 Entertainment e la sua etichetta Mary Jane Productions, supportato dal tour americano "The For My Fans Tour" con Ne-Yo e Mario.

## Tracce
1. Breathing (featuring Fabolous) – 3:28 (Mary J. Blige, Jocelyn Donald, Jay Hawkins, John Jackson, Christopher Martin, Jose Leonel Sandoval, Shaun Thomas, Christopher Wallace)
2. Need You More (featuring Jadakiss) – 4:07 (Blige, LaTonya Blige-DaCosta, Terry Ellis, Denzil Foster, Cindy Herron, Rodney Jerkins, Maxine Jones, Thomas McElroy, Jason Phillips, Joshua Pyle, Dawn Robinson)
3. Beautiful People – 3:09 (Blige, Louis Celestin, Preston Harris)
4. You Ain't the Only One – 2:48 (Blige, Bryan Jones, Patrick Kelly, Angelo Velasquez)
5. Never Give Up on Me – 3:17 (Blige, Dernst Emile II, Akil King, Kim Krysiuk, Cassidy Podell)
6. Nobody but You – 3:07 (Blige, David Grant, Jerkins, Astyn Turrentine)
7. Here I Am – 2:53 (Blige, Storm Ford, Thomas)
8. Don't Fuck Up – 2:54 (Blige, Thomas)
9. Superpowers – 2:52 (Blige, Nija Charles, Kevin Ekofo, Jay Gogna, Makeba Riddick-Woods, Thomas, Tre'Von Waters)
10. Can't Wait for You – 3:31 (Blige, Denisia Andrews, Brittany Coney, Jerkins, Gabi Wilson)
11. God's Child (featuring Fat Joe) – 4:15 (Blige, Joseph Cartagena, Erskine Isaac, Bryan Jones, Kelly, Velasquez)
12. I Got Plans (featuring Ferg) – 4:59 (Blige, Emile, Darold Ferguson Jr.King, Krysiuk, Podell)